# Agustín Collado del Hierro
Agustín Collado del Hierro (Alcalá de Henares, ss. XVI-XVII) fue un médico, poeta de tendencia gongorista y humanista español.

## Biografía
Nació hacia el año 1582 en Alcalá de Henares, se graduó de bachiller en Artes y se matriculó en Metafísica y Teología en 1604 en la universidad de su ciudad natal. También cursó estudios de medicina. Posteriormente dejó Alcalá para vivir en Madrid y en Granada. En 1613 aparecieron impresas sus primeras composiciones. Entabló amistad con Lope de Vega, Villamediana y Góngora, así como con otros exponentes de la llamada nueva poesía, como José Pellicer y José García de Salcedo Coronel.

## Obra
En el ámbito de la poesía compuso los poemas Teágenes y Clariquea en redondilla, que posiblemente se publicó impreso, y Apolo y Dafne, que fue atribuido al conde de Villamediana, posibilidad actualmente descartada, y Las Grandezas de la Ciudad de Granada, una obra que elogia Lope de Vega en su Vega del Parnaso. Se desconoce el motivo exacto que le llevó a escribir sobre la ciudad andaluza, quizá durante alguna estadía a lo largo de la década de 1620, influido por Salcedo. En la Justa Poética en la canonización de san Isidoro de Sevilla también encontramos un romance suyo.